# 갈라 (가수)
갈라(Gala, 1975년 9월 6일 ~ )는 이탈리아의 가수이다.